# Diana Žiliūtė
Diana Žiliūtė (ur. 28 maja 1976 w Rietavas) – litewska kolarka szosowa, brązowa medalistka olimpijska, trzykrotna medalistka mistrzostw świata oraz dwukrotna zdobywczyni Pucharu Świata.

## Kariera
Pierwszy sukces w karierze Diana Žiliūtė osiągnęła w 1994 roku, kiedy wspólnie z Jolantą Polikevičiūtė, Rasą Polikevičiūtė i Liudą Triabaitė zdobyła srebrny medal w drużynowej jeździe na czas podczas mistrzostw świata w Agrigento. Dwa lata później wystartowała w tej samej konkurencji na igrzyskach olimpijskich w Atlancie, ale nie ukończyła rywalizacji. Zdobyła za to złoty medal na mistrzostwach świata w Valkenburgu w 1998 roku, bezpośrednio wyprzedzając Leontien van Moorsel z Holandii oraz Niemkę Hankę Kupfernagel. Kolejny sukces osiągnęła w 1999 roku, kiedy podczas mistrzostw świata w Weronie w swej koronnej konkurencji była trzecia, za swą rodaczką Editą Pučinskaitė i Australijką Anną Wilson. Ostatnie trofeum zdobyła na igrzyskach olimpijskich w Sydney w 2000 roku, gdzie wyścigu ze startu wspólnego ukończyła na trzeciej pozycji. Lepsze okazały się tylko van Moorsel i Kupfernagel. Na tej samej imprezie zajęła ponadto dziewiąte miejsce w indywidualnej jeździe na czas. Poza tym wygrała między innymi Grande Boucle Féminine w 1999 roku, Vuelta Ciclista a Navarra w 2000 roku, Rund um die Nürnberger Altstadt w 2003 roku oraz Trophée d'Or i Giro della Toscana w 2009 roku. W sezonach 1998 i 2000 zwyciężała w klasyfikacji generalnej Pucharu Świata.